# Berumbur
Berumbur ist eine Gemeinde in der Samtgemeinde Hage im Landkreis Aurich in Ostfriesland. Die Gemeinde hat 2679 Einwohner und erstreckt sich auf einer Fläche von 6,42 Quadratkilometern.

## Ortsname
Der erste Teil des Gemeindenamens verweist auf den in direkter Nachbarschaft gelegenen Hager Ortsteil Berum und auf dessen Burg. Der zweite Namensteil, der sich in vielen Ortsnamen findet, bedeutet Bauerschaft. Berumbur kann demnach mit Berumer Bauerschaft oder Bauerschaft der Burg / des Amtes Berum übersetzt werden.
Erste bekannte Erwähnungen des Ortsnamens stammen aus dem 16. Jahrhundert. Dabei entwickelte sich die Schreibweise von Bherum Buer (1552) über Bherumsbuhr (1560?), Behrumbuhr (1719), Berumbuer (Coldewey-Karte, 1730), Berembur (1740) nach Berumbur.

## Geographie
Berumbur liegt am Nordrand des ostfriesisch-oldenburgischen Geestrückens zwischen Marsch- und ehemaligen Moorgebieten. Seine durchschnittliche Höhe liegt zwischen 1,5 und 2,5 m über Meeresniveau (NN).

### Lage
Berumbur grenzt an die Gemeinden Hage im Norden und Westen, Großheide im Osten und Süden sowie Halbemond im Südwesten. Im nördlichen Teil durchzieht die Niedersächsische Landesstraße 6, die von Wittmund nach Norden führt, den Ort. Hauptstraße der Gemeinde ist die Kreisstraße 204, die von Berumerfehn kommend Berumbur durchzieht und kurz vor Berum in die Landesstraße 6 einmündet.

### Gemeindegliederung

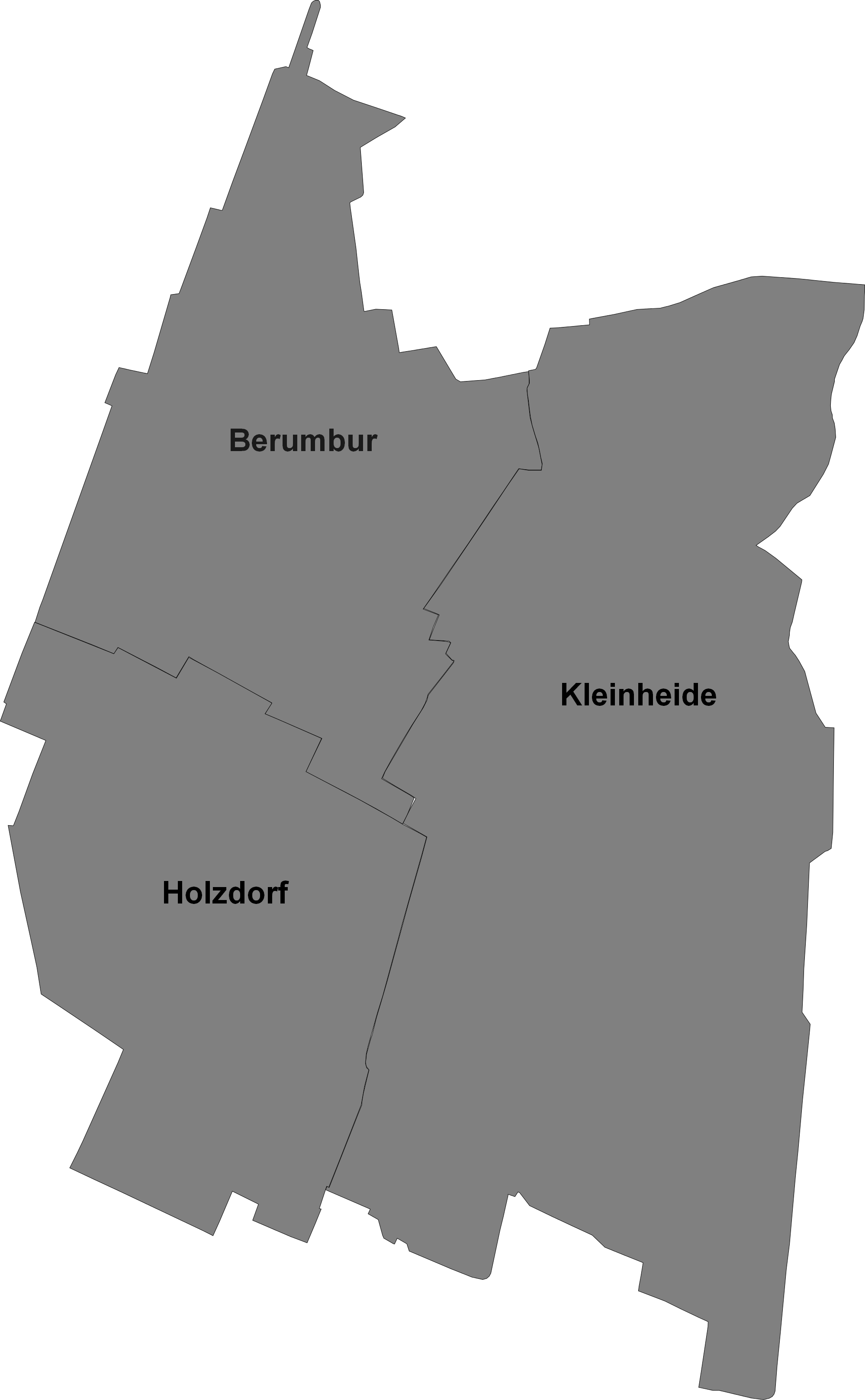
Die Berumburer Ortsteile

Zur Gemeinde gehören die Ortsteile Kleinheide, Berumbur und Holzdorf. Der größte Ortsteil Kleinheide ist 1552 als „Lutke Haeyde“ nachgewiesen und wurde 1599 als „Heide“ sowie 1719 als „Klein Heyde“ bezeichnet. Der Name bedeutet „kleine Heide(-siedlung)“. Kleinheide liegt im Osten des Gemeindegebiets, während sich der namensgebende Ortsteil der Gemeinde Berumbur im Nordwesten befindet. Der kleinste, 1805 gegründete Ortsteil der Gemeinde ist Holzdorf und liegt im Südwesten des Gemeindegebiets.

## Bevölkerungsentwicklung
| Jahr | Einwohnerzahl |
| ---- | ------------- |
| 1821 | 551           |
| 1848 | 763           |
| 1871 | 812           |
| 1885 | 837           |
| 1905 | 938           |

| Jahr | Einwohnerzahl |
| ---- | ------------- |
| 1925 | 893           |
| 1933 | 995           |
| 1939 | 1.045 (1.055) |
| 1946 | 1.274         |
| 1950 | 1.313         |

| Jahr | Einwohnerzahl |
| ---- | ------------- |
| 1956 | 1.235         |
| 1961 | 1.357         |
| 1970 | 1.632         |
| 2005 | 2.560         |
| 2011 | 2.580         |

## Politik

### Gemeinderat
Der Rat der Gemeinde Berumbur besteht aus 13 Ratsfrauen und Ratsherren. Dies ist die festgelegte Anzahl für die Mitgliedsgemeinde einer Samtgemeinde mit einer Einwohnerzahl zwischen 2.001 und 3.000 Einwohnern. Die 13 Ratsmitglieder werden durch eine Kommunalwahl für jeweils fünf Jahre gewählt. Die aktuelle Amtszeit begann am 1. November 2021 und endet am 31. Oktober 2026.
Die letzte Gemeinderatswahl 2021 ergab folgende Sitzverteilung:
| Partei | Anteilige Stimmen | Sitze |
| ------ | ----------------- | ----- |
| SPD    | 51,71 %           | 7     |
| CDU    | 43,54 %           | 6     |
| Linke  | 04,75 %           | 0     |

Die Wahlbeteiligung bei der Kommunalwahl 2021 lag mit 61,99 % über dem niedersächsischen Durchschnitt von 57,1 %. Zum Vergleich – die Wahlbeteiligung bei der Kommunalwahl 2016 lag mit 58,75 % über dem niedersächsischen Durchschnitt von 55,5 %. Bei der vorherigen Kommunalwahl vom 11. September 2011 lag die Wahlbeteiligung bei 56,03 %.

### Bürgermeister
Im September 2021 wurde durch den Gemeinderat Berumbur Udo Schmidt (SPD) zum ehrenamtlichen Bürgermeister gewählt. Er folgte Cornelius Peters (SPD), der im November 2016 zum vierten Mal in Folge in dieses Amt berufen worden war.

### Wappen
| Wappen von Berumbur | Blasonierung: „In Blau eine goldene Weizenähre, beseitet von je einem sechszackigen goldenen Sporenrädlein.“ |
| Wappen von Berumbur | Wappenbegründung: Die Ähre erinnert an die landwirtschaftliche Prägung der Gemeinde. Die Sporenrädlein finden sich auch in den Wappen von Berumerfehn und Norden. Allgemein wird angenommen, dass sie ihren Ursprung im Wappenschild der auf Burg Lintel bei Norden ansässigen Adelsfamilie Idzinga haben. Die Idzingas verfügten über zahlreiche Besitzungen im Norderland und galten als die Häuptlinge dieses Gebietes, zu dem teilweise auch Berumbur gehörte. Die Heimatforscherin Gudrun Dekker bestreitet allerdings, dass auf dem Wappenschild der Idzingas Sporenrädlein zu sehen waren. In einem Kölner Stadtarchiv entdeckte sie ein Idzinga-Siegel, das lediglich einen gotischen Adler zeigt. Das Wappen geht auf einen Entwurf des Münsteraner Heraldikers Ulf-Dietrich Korn zurück. Er wurde vom Rat der Gemeinde Berumbur am 31. Januar 1961 als Wappen der Gemeinde angenommen und am 5. Juli 1961 vom Regierungspräsidenten in Aurich offiziell verliehen. |

### Flagge
|  | 00Hissflagge:„Die Flagge ist gelb-blau geteilt mit dem aufgelegten Wappen in der Mitte.“ |

## Wirtschaft und Infrastruktur

### Tourismus
Innerhalb der Gemeinde steht eine Ferienhausanlage mit mehr als 600 Einheiten, direkt an einem großen Kiessee, der – obwohl nicht als offizielle Badestelle zugelassen – auf eigene Gefahr zum Baden genutzt wird. Zudem gibt es in Berumbur und Umgebung viele Angelseen, wovon zwei in Berumbur direkt liegen.

### Verkehr
Berumbur ist über die L 6 an die B 72 angebunden, die von Norddeich zur Anschlussstelle Cloppenburg der A 1 führt.